# Broome (Norfolk)
Pour les articles homonymes, voir Broome (homonymie).
Broome est une paroisse civile et un village du Norfolk, en Angleterre.